# Holocaust (hudební skupina)
Holocaust jsou heavy metalová skupina ze Skotska, založená na konci 70. let v Edinburghu. Jsou součástí New Wave of British Heavy Metal. Měly poměrně velký vliv na mnoho kapel - Metallica přehrála jejich skladbu The Small Hours na EP Garage Days Re-Revisited z roku 1987 a pak na albu Garage Inc.. Německá skupina Gamma Ray přehrála skladbu Heavy Metal Mania, kterou vydala na svém živém albu Alive '95. Six Feet Under zase přehrály skladbu "Death or Glory" z alba "The Nightcomers" na své album "Warpath" z roku 1997.

## Současná sestava
- John Mortimer - kytara/zpěv
- John McCullim - kytara
- Bryan Bartley - baskytara
- Ron Levine - bicí

## Diskographie
- The Nightcomers (1981)
- Heavy Metal Mania (1981, EP)
- Comin' Through (1982, EP)
- Live (Hot Curry and Wine) (1983)
- No Man's Land (1984)
- The Sound of Souls (1989)
- Hypnosis of Birds (1992) [Znovuvydání alba The Sound of Souls s bonusy]
- Spirits Fly (1996)
- Covenant (1997)
- The Courage to Be (2000)
- Smokin' Valves: The Anthology (2003, kompilace)
- Primal (2003)